# James Alan Gardner
James Alan Gardner (* 10. Januar 1955 in Bradford, Ontario) ist ein kanadischer Science-Fiction-Autor.

## Leben
James Alan Gardner wuchs in Bradford, Ontario, einem Ort in der Greater Toronto Area sowie Simcoe, Ontario in der Nähe des Eriesees auf und wohnt in Kitchener/Waterloo, Ontario. Sein Studium der Angewandten Mathematik an der University of Waterloo schloss er mit einem Bachelor of Mathematics sowie einem Master of Mathematics ab. 1989 absolvierte er den Clarion West Writers’ Workshop. Seine Lehrer dort waren Orson Scott Card, Karen Jay Fowler, Connie Willis, Lucius Shepard, Amy Stout und Roger Zelazny. Bei einem ‘’Writers of the Future Workshop‘’ (eingetragene Marke von Scientology) war sein Lehrer Algis Budrys.

## Schreiben
Nachdem er für die mathematische Zeitschrift und die Theatergruppe der University of Waterloo geschrieben hatte, gewann seine Kurzgeschichte The Children of the Creche 1990 den Gold Pen Award der Writers and Illustrators of the Future. 1991 gewann er mit der Kurzgeschichte Muffin Explains Teleology to the World at Large den Aurora Award, einen kanadischen Science-Fiction-Preis. Erneut gewann er diesen 1998 für die Kurzgeschichte Three Hearings on the Existence of Snakes in the Human Blood Stream. Seine Kurzgeschichten erschienen in The Magazine of Fantasy and Science Fiction, Asimov's Science Fiction, On Spec und verschiedenen Anthologien. Seine Erzählung (Novelette) The Ray Gun: A Love Story gewann 2009 sowohl den Theodore Sturgeon Memorial Award als auch den Asimov’s Science Fiction Magazine Readers’ Award. Den Asimov’s Science Fiction Magazine Readers’ Award (auch bekannt als Asimov's Reader's Poll) erhielt er erneut 2016 für seine Kurzgeschichte The Mutants Men Don't See. Seine Kurzgeschichte The One with the Interstellar Group Consciousnesses gewann 2022 den japanischen Seiun-Preis.
Seine Romane spielen in der Zukunft und haben einen gemeinsamen Hintergrund. Raumflug wird von einer Rasse Außerirdischer kontrolliert, die in ihrer Entwicklung der Menschheit weit voraus ist. Wiederkehrende Themen sind Geschlechterrollen und ethisches Verhalten.
Zu seinen Einflüssen zählt Gardner John Collier, Kurt Vonnegut und Samuel R. Delany.

## Werke

### Romane
- Expendable. Avon Eos, New York 1997, ISBN 978-0-380-79439-3.
- Commitment Hour. Avon Eos, New York 1998, ISBN 978-0-380-79827-8.
- Vigilant. Avon Eos, New York 1999, ISBN 978-0-380-80208-1.
- Hunted. Avon Eos, New York 2000, ISBN 978-0-380-80209-8.
- Ascending. Avon Eos, New York 2001, ISBN 978-0-380-81329-2.
- Trapped. Avon Eos, New York 2002, ISBN 978-0-380-81330-8.
- Radiant. Avon Eos, New York 2004, ISBN 978-0-380-81332-2.

### Kurzgeschichtensammlungen
- Gravity Wells. Avon Eos, New York 2005, ISBN 0-06-008770-6. (enthält 14 Erzählungen)